# 808
Раннє Середньовіччя. Епоха вікінгів. Реконкіста.
У Східній Римській імперії триває правління Никифора I. Імператор Заходу Карл Великий править Франкським королівством. Північ Італії належить Франкському королівству, Рим і Равенна під управлінням Папи Римського, герцогства на південь від Римської області незалежні, деякі області на півночі та на півдні належать Візантії. Піренейський півострів, окрім Королівства Астурія, займає Кордовський емірат. В Англії триває період гептархії. Аварський каганат припинив існування. Існують слов'янські держави: Карантанія, як васал Франкського королівства, та Перше Болгарське царство.
Аббасидський халіфат очолює Гарун ар-Рашид. У Китаї править династія Тан. В Індії почалося піднесення імперії Пала. У Японії триває період Хей'ан. Хозарський каганат підпорядкував собі кочові народи на великій степовій території між Азовським морем та Аралом. Територію на північ від Китаю займає Уйгурський каганат.
На території лісостепової України в IX столітті літописці згадують слов'янські племена білих хорватів, бужан, волинян, деревлян, дулібів, полян, сіверян, тиверців, уличів. У Північному Причорномор'ї співіснують різні кочові племена, зокрема булгари, хозари, алани, авари, тюрки, угри, кримські готи. Херсонес Таврійський належить Візантії.

## Події
- Столиця Аббасидів перенесена з Багдада до Самарри.
- Невдало завершилася спроба державного перевороту, яку очолював Арсаб, у Візантійській імперії.
- Спалахнуло повстання проти Омеядів на території сучасної Португалії.
- Дани напали на союзників франків ободритів. Посланий Карлом Великим загін на чолі з Карлом Юним, нічого не досяг. Дани знищили порт в Рерику (сучасний Любек), змусивши купців торгувати з їхньої території.
- Людовик Благочестивий узяв Таррагону, але надалі просування франків до Туртози зупинив син кордовського еміра Абдаррахман II.